# Кубок Чорногорії з футболу
Ку́бок Чорного́рії з футбо́лу (чорн. Crnogorski fudbalski kup, Црногорски фудбалски куп) — другий за значимістю після чемпіонату футбольний турнір, у якому визначається володар національного кубка країни. Проводиться щорічно за олімпійською системою (на вибування). 
Переможець кубкового турніру, як і володар будь-якого іншого національного кубка, здобуває місце у другому кваліфікаційному раунді Лізі Європи.
Найбільше перемог у Кубку Чорногорії здобув «Будучност».

## Фінальні матчі Кубка Чорногорії
| Сезон   | Дата              | Переможець                      | Результат                   | Фіналіст                       | Бомбардири | Стадіон                   | Глядачі           |
| ------- | ----------------- | ------------------------------- | --------------------------- | ------------------------------ | --- | ------------------------- | ----------------- |
| 2006-07 | 30 травня 2007    | Рудар, Плєвля                   | 2:1                         | Сутьєска, Нікшич               | Вранеш 30‘, Луковац 35‘ Меджедовіч 64‘ | Міський стадіон Подгориці | 8.000             |
| 2007-08 | 7 травня 2008     | Могрен, Будва                   | 1:1 пен. 7:6                | Будучност (Подгориця)          | Зец 84‘ — Вукчевич 54‘ пен.: Б.Вукчевич, Н.Вукович, Джурішич, І.Вукович, Райчевич, Бечирай — М.Божович, Неріч, Пейович, Радулович, Глушчевич, Вуйович. | Міський стадіон Подгориці | 10.000            |
| 2008-09 | 13 травня 2009    | ОФК Петровац , Петровац на Мору | 1:0                         | Ловчен, Цетинє                 | Роткович 118‘ (оверт.) | Міський стадіон Подгориці | 4.000             |
| 2009-10 | 19 травня 2010    | Рудар, Плєвля                   | 2:1                         | Будучност (Подгориця)          | Ранджелович 4‘, Ігуманович 36‘, Столиця 83‘ | Міський стадіон Подгориці | 8.000             |
| 2010-11 | 25 травня 2011    | Рудар, Плєвля                   | 1:1 (овертайм 2:2) пен. 5:4 | Могрен, Будва                  | Джока 18‘(п), Влахович 24‘ — Боїч 97‘, Четкович 112‘ пен.: Іванович, Влахович, Боїч, Аджич — Матич, Йованович, Татар                                   | Міський стадіон Подгориці | 5.000             |
| 2011-12 | 23 травня 2012    | Челік, Никшич                   | 2:1                         | Рудар, Плєвля                  | Дублевич 10‘, Боїч 34‘ — Йованович 47‘ | Міський стадіон Подгориці | 6.000             |
| 2012-13 | 22 травня 2013    | Будучност (Подгориця)           | 1:0                         | Челік, Никшич                  | Пекович 90+1‘ | Міський стадіон Подгориці | 4.000             |
| 2013-14 | 21 травня 2014    | Ловчен, Цетинє                  | 1:0                         | Младость, Подгориця            | Божович, 48‘ | Міський стадіон Подгориці | 4.500             |
| 2014-15 | 20 травня 2015    | Младость, Подгориця             | 2:1 (овертайм)              | ОФК Петровац, Петровац на Мору | Кнежевич, 27‘ — Щепанович, 19‘, Маркович, 106‘ (автогол)                                                                                               | Міський стадіон Подгориці | 3.000             |
| 2015-16 | 2 червня 2016     | Рудар, Плєвля                   | 0:0 пен. 4:3                | Будучност (Подгориця)          | | Міський стадіон Подгориці | 6.000             |
| 2016-17 | 31 травня 2017    | Сутьєска                        | 1:0                         | Грбаль                         | Влайсавлєвич, 72‘ | Міський стадіон Подгориці | 5.000             |
| 2017-18 | 30 травня 2018    | Младость, Подгориця             | 2:0                         | Іґало, Іхало                   | Адрович, 55, 57‘ | Міський стадіон Подгориці | 4.500             |
| 2018-19 | 30 травня 2019    | Будучност (Подгориця)           | 4:0                         | Ловчен, Цетинє                 | Перович, 9, 23, 68‘ Зарубиця, 90‘ | Міський стадіон Подгориці | 7.500             |
| 2019-20 | не був завершений | не був завершений               | не був завершений           | не був завершений              | не був завершений | не був завершений         | не був завершений |
| 2020-21 | 30 травня 2021    | Будучност (Подгориця)           | 3:1                         | Дечич, Тузі                    | Вучич, 3‘, Мійович, 28‘, Іванович, 89‘ Пешукич, 38‘ | Міський стадіон Подгориці | 948               |
| 2021-22 | 29 травня 2022    | Будучност (Подгориця)           | 1:0                         | Дечич, Тузі                    | Чукович, 9‘ | Міський стадіон Подгориці | 4.219             |
| 2022-23 | 29 травня 2023    | Сутьєска                        | 1:1 пен. 4:3                | Арсенал (Тиват)                | Манойлович 27' Сахлі, 85‘ | Міський стадіон Подгориці | 3.200             |
| 2023-24 | 30 травня 2024    | Будучност (Подгориця)           | 2:1                         | Єзеро                          | Вукотич 51, Деспотович 86' Реджепагич 3' | Міський стадіон Подгориці | 5.000             |

## Перемоги клубів
| Клуб         | Переможець | Фіналіст | Рік                          |
| ------------ | ---------- | -------- | ---------------------------- |
| Будучност    | 5          | 3        | 2013, 2019, 2021, 2022, 2024 |
| Рудар        | 4          | 1        | 2007, 2010, 2011, 2016       |
| Младость     | 2          | 1        | 2015, 2018                   |
| Сутьєска     | 2          | 1        | 2017, 2023                   |
| Дечич        | 1          | 2        | 2025                         |
| Ловчен       | 1          | 2        | 2014                         |
| Могрен       | 1          | 1        | 2008                         |
| Челік        | 1          | 1        | 2012                         |
| ОФК Петровац | 1          | 1        | 2009                         |
| Грбаль       | 0          | 1        |                              |
| Іґало        | 0          | 1        |                              |
| Єзеро        | 0          | 1        |                              |
| Морнар       | 0          | 1        |                              |